# Зозуля-довгоніг
Зозуля-довгоніг (Carpococcyx) — рід зозулеподібних птахів родини зозулевих (Cuculidae). Представники цього роду мешкають в тропічних лісах Південно-Східній Азії.

## Опис
Зозулі-довгоноги є одними з найбільших представників родини зозулевих. Довжина великої зозулі-довгонога становить 55 см (враховуючи її довгий хвіст). Всі представники цього роду мають довгі хвости, а свеєю компактною формою тіла, довгими лапами і статурою вони нагадують фазанів. На відміну від багатьох інших зозуль, зозулі-довгоноги не практикують гніздовий паразитизм, а самі доглядають за пташенятами.

## Види
Виділяють три види:
- Зозуля-довгоніг борнейська (Carpococcyx radiceus)
- Зозуля-довгоніг суматранська (Carpococcyx viridis)
- Зозуля-довгоніг велика (Carpococcyx renauldi)

## Етимологія
Наукова назва роду Carpococcyx походить від сполучення слів дав.-гр. καρπος — фрукт і κοκκυξ — зозуля. Незважаючи на таку назву, основу раціону зозуль-довгоногів складають жуки та інші комахи.